# Ливневые дожди в Пакистане (2001)
Ливневые дожди в Пакистане продолжались с 21 июля по 31 июля 2001 года. От ливней погибло по меньшей мере 200 человек.

## Ход стихийного бедствия
По сообщениям СМИ, в результате проливных дождей в Пакистане закончилась засуха, но был причинён ущерб на миллионы долларов США. Большинство смертей среди населения было вызвано оползнями, наводнениями и разрушениями домов в Северо-Западной пограничной провинции, Исламабаде и Равалпинди. Тысячи людей остались без крова в Равалпинди, этот город пострадал от дождей сильнее, чем соседний Исламабад, так как расположен в низине. 23 июля выпало 620 мм осадков в течение 10 часов.
Чиновники из города Маншехра сообщили, что в городе погибло 65 человек и более 100 получили ранения в результате схода оползня, вызванного сильным дождем. Уровень воды в двух основных водохранилищах Пакистана — Мангла и Тарбела — хотя и резко поднялся, но не дошёл до критической отметки.